# Mickle Island
Die Mickle Island ist eine sehr kleine Insel, die etwa 1,6 km südlich des Flagstaff Point nahe der Westküste der antarktischen Ross-Insel liegt. 
Entdeckt und kartiert wurde die Insel von Teilnehmern der Nimrod-Expedition (1907–1909) des britischen Polarforschers Ernest Shackleton. Die Insel erhielt ihren Namen als ironische Anspielung auf ihre unbedeutende Größe, da „mickle“ im Englischen ein umgangssprachliches Wort für „groß“ ist. 